# إدوارد جيمس لاند
إدوارد جيمس لاند (بالإنجليزية: Edward James Land) هو عسكري أمريكي، ولد في 20 يناير 1935 في لنكن في الولايات المتحدة.